# Jeruzsálemhegy

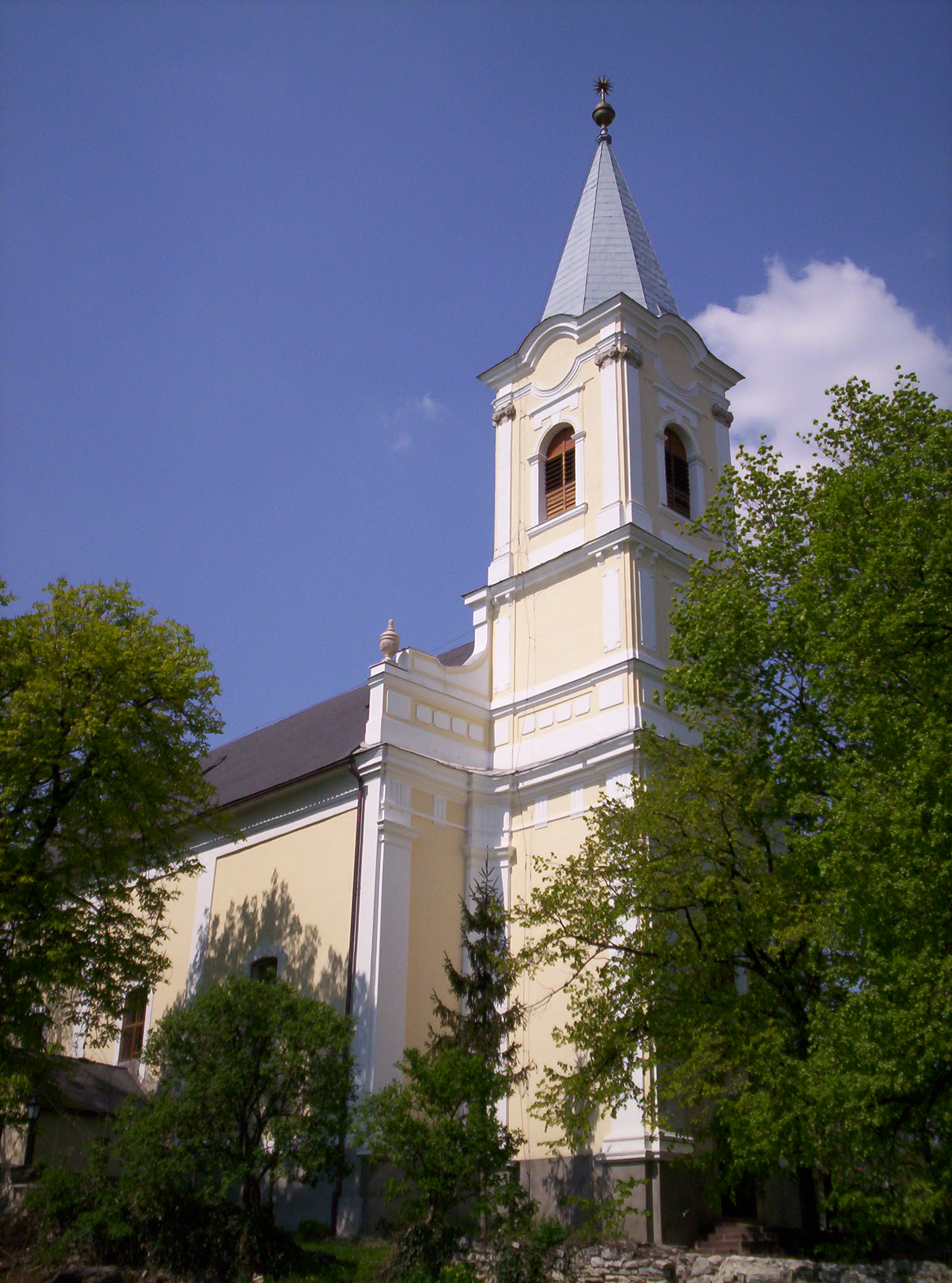
A veszprémi reformátusok temploma a Jeruzsálemhegyen (1784)

A Jeruzsálemhegy Veszprém egyik városrésze. A város nyugati részén, északról a Séd völgye, nyugatról a Fejes-, keletről pedig a Hosszú-völgy által határolt magaslaton helyezkedik el, amely dél felé jelentős szintbeli változás nélkül a Veszprémi-fennsíkban folytatódik.

## Története
Nem tudunk arról, hogy a középkorban lett volna település a Jeruzsálemhegy helyén. A területen követ fejtettek, majd a török időkben jutott fontos stratégiai szerephez, ugyanis akinek a kezére jutott, az a várat innen ágyúzhatta.
A városrész kialakulása szorosan összefonódik a veszprémi református gyülekezet történetével. A veszprémi lakosság – a várőrséggel együtt – a 17. század első éveiben, a püspök és más katolikus egyházi méltóságok távollétében, szinte teljes egészében áttért az új vallásra. A várban, a mai törvényszék helyén templomot, lelkészlakot és iskolát alapítottak. A törökkel vívott harcok csillapodását követően, 1628-ban Sennyei István püspök visszatért székhelyére, visszaállította a káptalant (1630), és elismertette a várőrséggel a saját és a káptalan földesúri jogait. Már ezzel megindult a veszprémi reformátusok jogfosztásának és rekatolizálásának folyamata, de teljes egészében erre nem kerülhetett sor, mivel a végvárakban törvény biztosította a szabad vallásgyakorlást. 1674-ben ugyanakkor, a Wesselényi-összeesküvés utáni megtorlás részeként, Bátorkeszi István prédikátort a gyülekezet tiltakozása ellenére gályarabságra hurcolták.
Miután egy 1716-ban kiadott királyi rendelet megszüntette a végvári vallásszabadságot, a reformátusokat intézményeikkel együtt (részben kényszerrel, részben épületeik felvásárlása révén) kiszorították a várból. Ekkor döntöttek úgy, hogy a Várheggyel szemközti dombra költöznek át, amelyet vallásos buzgalomból – valószínűleg nem a valódi, hanem a „mennyei” – Jeruzsálemről neveztek el. A városrész kezdetben még csak a mai Bem József utca (akkor Jeruzsálem utca) környékére terjedt ki, majd folyamatosan bővült északi és nyugati irányba. A reformátusokon kívül a 18. században Veszprémbe érkező zsidók is itt telepedtek meg. A Bem József utca déli oldalának szétszórtan álló házai bizonyítják, hogy a letelepülés kezdetben meglehetősen szervezetlenül történhetett.

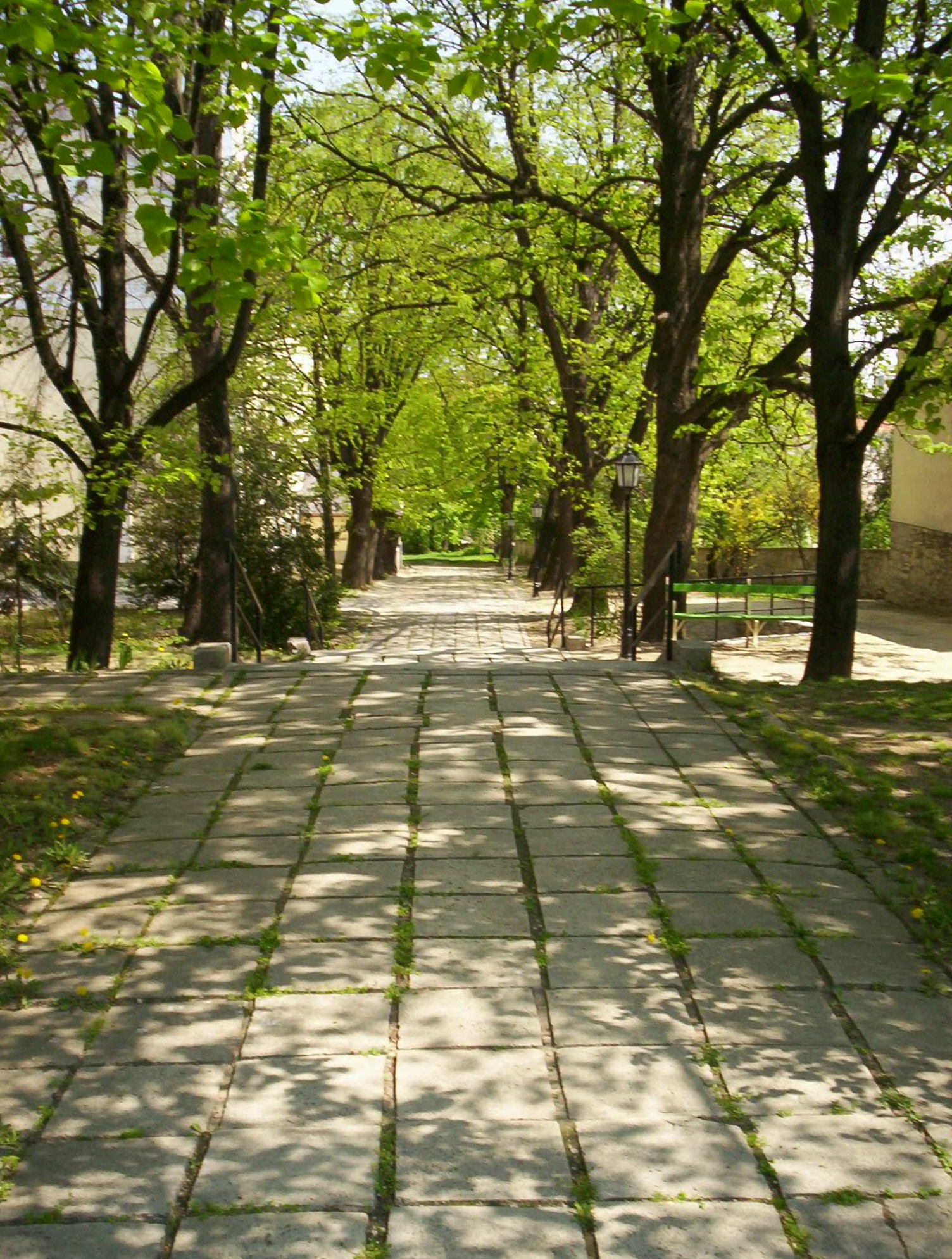
A Bátorkeszi Istvánról elnevezett park a református templom mellett

1784-ben szentelték fel a reformátusok templomát a Jeruzsálemhegy várra néző keleti részén, míg a tornyot 1794-ben építették hozzá. Napjainkban kettő harangot rejt a torony. A kor protestánsellenes törvényeinek megfelelően a templom nem az utcafronton, hanem a lelkészlak udvarában, a Bátorkeszi Istvánról elnevezett parkban áll. Puritánságot hangsúlyozó, dísztelen elemei mellett barokk, copf és klasszicista stílusjegyeket is hordoz. A toronysisak korábban hagyma formájú volt, tetején kétfejű sas foglalt helyet (talán a Helytartótanács iránti hálából, amiért engedélyezte a torony építését).
A felekezeti különbségek idővel elmosódtak. A 18. század második felétől kisiparosi, kiskereskedői lakóházak, üzletek határozták meg a városrész képét. A népi barokk és klasszicizmus jegyében épült néhány jellegzetes ház még ma is áll. A 20. század elején lecsapolták a Jeruzsálemhegy nyugati részén található Kális-tavat (emlékét ma már csak utcanév őrzi), amelynek mocsaras környékét korábban Veszprém szégyenfoltjaként tartották számon.
A városrészt érintő következő lényeges esemény a 8-as számú állami közút nyomvonalának Jeruzsálemhegyen való átvezetése volt (1936–37). A Templom utcát (ma Dózsa György út) 5–6 méterrel szélesítették ki úgy, hogy a keleti oldalon álló házakból egy szobányit lefaragtak. A kisajátításért meglehetősen sokat fizettek, így a tulajdonosok a házaikat új, modern külsővel építhették újjá. Az út megépülésével a Jeruzsálemhegy bekapcsolódott a Veszprémen belüli és a városon áthaladó forgalomba, a korábbinál gyorsabb és egyszerűbb összeköttetésbe került a belvárossal és – a Viadukt révén – a mai Dózsavárossal.
A Jeruzsálemhegy az 1970-es években északnyugaton a négyemeletes házakból álló, Endrődi Sándorról, a 19. század végének országosan is ismert veszprémi költőjéről elnevezett Endrődi Sándor lakóteleppel, a 21. század első éveiben pedig délnyugaton a családi és sorházas Takácskerttel bővült. 1997-ben a városrész visszakapta ősi elnevezését, miután évtizedeken át – igaz, csak hivatalosan – Petőfivárosnak hívták.

## Részei

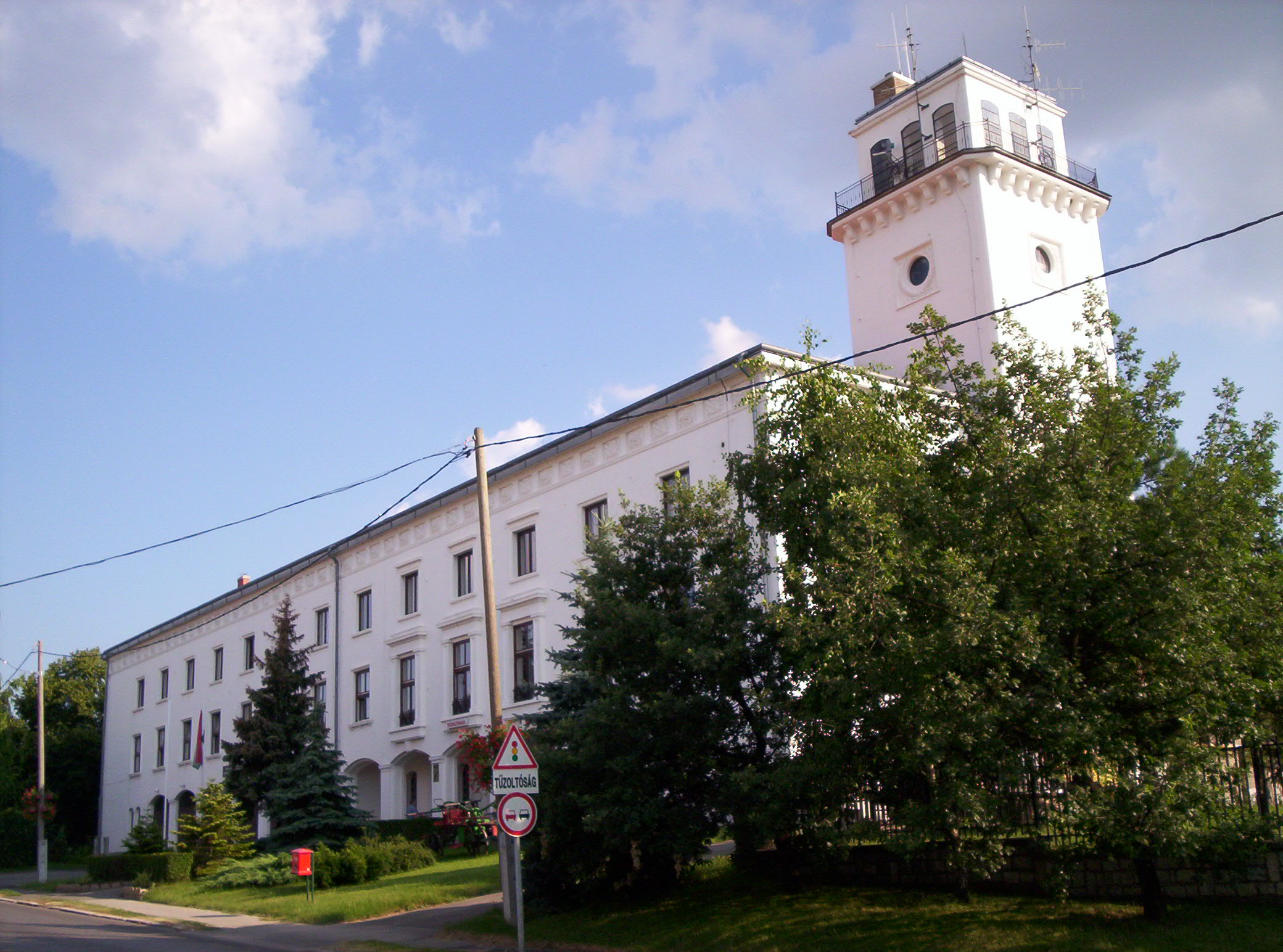
A veszprémi tűzoltóság épülete

Bár a Veszprémet elkerülő körgyűrű megépülése óta már nem a 8-as út része, a Jeruzsálemhegy főútvonala mindmáig a Dózsa György út maradt. Az úttól keletre indulnak a Hosszú-völgybe vezető, olykor meredeken lejtő utcák (Toborzó utca, Bem József utca, Festő utca). A Dózsa György, a Bem, a Festő, a Kupa és a Kígyó utca találkozása a Kopácsy tér nevet viseli; évszázadokon keresztül ez volt a városrész központja. Innen nem messze, egy kis utcában (Óvoda utca) a Tüdőgondozó Intézetet, míg a Dózsa György úton észak felé továbbhaladva a városi tűzoltóság épületét találjuk. A Dózsa György út és a környező utcák házainak túlnyomó többsége a 18. századból származtatható, bár jelentős hányadukon ez már nem látszik, a számos átépítés következtében. A közeli Szél utcában található kicsi Jeruzsálemhegyi temető (amelynek a városrész korábbi, vegyes vallású lakossága miatt keresztény és zsidó része is van) szintén 18. századi eredetű.
A veszprémi önkormányzat által 1997-ben elfogadott, A településrész-nevekről, a közterület-nevekről, egyéb utcanevekről és a házszámozásról szóló helyi rendelet két, úgynevezett „városrésznek nem minősülő területi egységet” különített el a Jeruzsálemhegy területén: az Endrődi Sándor lakótelepet és a Takácskertet.